# Cihuela
Cihuela es un municipio y localidad española de la provincia de Soria, en la comunidad autónoma de Castilla y León. Forma parte del Campo de Gómara y del partido judicial de Soria.

## Geografía

Término municipal

Limita al norte con la localidad soriana de Deza; y rayando con Aragón, al este con Torrijo de la Cañada y Villalengua; al sur con Embid de Ariza y al oeste con Bordalba y Ariza. Cruza el término municipal el río Henar.

## Medio ambiente
En su término e incluidos en la Red Natura 2000 los siguientes lugares:
- Zona Especial Protección de Aves conocida como Cihuela-Deza ocupando 1734 hectáreas, el 51% de su término.[1]

## Historia
A la caída del Antiguo Régimen la localidad se constituye en municipio constitucional, conocido entonces como Cihuela y Albalate en la región de Castilla la Vieja, partido de Soria que en el censo de 1842 contaba con 101 hogares y 412 vecinos.

## Geografía humana

### Demografía
Cuenta con una población de 39 habitantes (INE 2024).

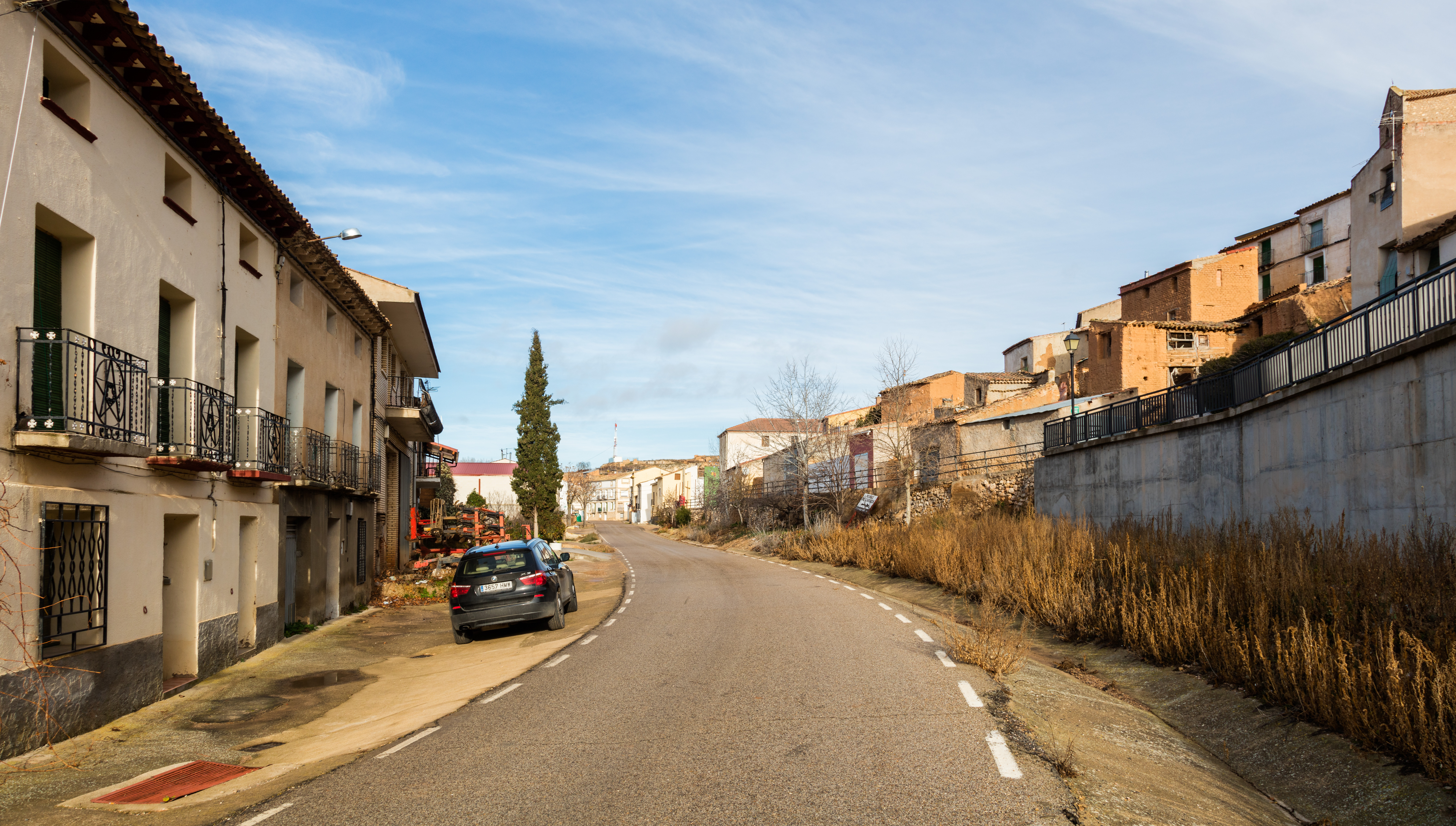
Vista de la localidad desde la carretera que la atraviesa.

| Gráfica de evolución demográfica de Cihuela entre 1842 y 2021 |
| |
| Población de derecho según los censos de población del INE Población de hecho según los censos de población del INEEn este censo se denominaba Ciruela y Albalate: 1842 |

### Economía
En las cercanías del pueblo, cerca del límite con Zaragoza, se encuentran dos minas de carbón, en la actualidad abandonadas.
Agricultura y ganadería.

## Cultura

### Patrimonio
- Castillo de D. Álvaro de Luna.
- Iglesia parroquial católica de la Asunción de Nuestra Señora.
- Ermita de San Roque.
- Fuente Vieja.
- Palacio Duques de Medinaceli.

### Fiestas
- San Roque, 14 al 17 de agosto.
- Virgen del Sagrario, 6 de mayo.
- El Rosario, primer domingo de octubre.
- Romería de San Roquillo, mayo (variable).

### Costumbres
- 1 de mayo, Bendición de Campos y Pingada del Mayo.
- Procesiones de Semana Santa.
- Merendillas de Santa Águeda y Jueves Lardero.
- Hogueras de la Purísima.
- San Isidro, patrón de los Labradores.
- Alfombras de flores en el Corpus.